# Gombergova–Bachmannova reakce
Gombergova–Bachmannova reakce je párovací reakce dvou arylových sloučenin s využitím diazoniových solí.
Aren (například benzen) zde reaguje s diazoniovou solí za přítomnosti zásady na biaryl, meziproduktem je arylový radikál; například p-brombifenyl lze připravit reakcí 4-bromanilinu s benzenem:
BrC6H4NH2 + C6H6 → BrC6H4−C6H5
Reakce se vyznačuje širokým rozsahem použitelných diazoniových solí i arenů, ovšem u původní podoby dochází k nízkým výtěžnostem (méně než 40 %), protože u diazoniových solí nastává řada vedlejších reakcí. Z tohoto důvodu bylo navrženo několik vylepšení, například použití diazoniumtetrafluorboritanů v arenových rozpouštědlech společně s katalyzátory fázového přenosu. Další možnost představuje zapojení 1-aryl-3,3-dialkyltriazenů.

## Pschorrova cyklizace
Pschorrova cyklizace představuje variantu Gombergovy–Bachmannovy reakce, která poskytuje lepší výsledky:
Skupinou Z může být například CH2, CH2CH2, NH nebo CO.